# Бердж, Стюарт
Стюарт Бердж (англ. Stuart Burge; 15 января 1918, Брентвуд, Эссекс, Англия — 24 января 2002, Лимингтон, Гэмпшир, Англия) — британский режиссёр театра, кино и телевидения, актёр, продюсер.

## Биография
Образование получил в Eagle House School в Сандхерсте и Felsted School. В 1936—1937 годах обучался актёрскому мастерству в Олд Вик в Лондоне, в 1937—1938 годах — в Куинз-колледже Оксфордского университета.
В 1938—1939 годах играл на сцене лондонского Театра Вест-Энда. Во время Второй мировой войны 1939—1945 гг. служил в разведке британской армии. После войны вернулся к прежней актёрской карьере в Бристольском Олд Вик, Young Vic и Коммерческом театре (1946—1949).
В 1948 году занялся режиссурой. Поставил ряд известных постановок как для театральной сцены, так и для телевидения, в том числе четыре экранизации пьес. Специалист BBC по драматургии. В прошлом актёр, в 1960—1970-х годах участвовал в превращении Ноттингемского театра в один из ведущих театров Великобритании.
Как режиссёр снял 60 кино- и телефильмов.

## Избранная фильмография
- 1953 : Опера нищих
- 1956 : Дэвид Копперфильд (ТВ)
- 1959 : Back to Back (ТВ)
- 1959 : Julius Caesar (ТВ)
- 1959 : The Third Man (ТВ)
- 1959 : The Waltz of the Toreadors
- 1959 : Crime of Passion (ТВ)
- 1960 : Жил-был мошенник
- 1962 : The Ghost Sonata (ТВ)
- 1963 : Дядя Ваня
- 1964 : Опасный человек (ТВ)
- 1965 : Отелло
- 1966 : Nelson: A Study in Miniature (ТВ)
- 1967 : The Mikado
- 1967 : Play with a Tiger (ТВ)
- 1970 : Married Alive (ТВ)
- 1970 : Юлий Цезарь
- 1974 : Fall of Eagles (ТВ)
- 1975 : Under Western Eyes (ТВ)
- 1976 : Bill Brand (ТВ-сериал)
- 1978 : Rumpole of the Bailey (ТВ)
- 1981 : Sons and Lovers (ТВ-сериал)
- 1982 : Play for Tomorrow (ТВ)
- 1983 : The Home Front (ТВ)
- 1983 : The Old Men at the Zoo (ТВ)
- 1984 : Much Ado About Nothing (ТВ)
- 1986 : The Importance of Being Earnest (ТВ)
- 1986 : Naming the Names (ТВ)
- 1986 : Breaking Up (ТВ)
- 1988 : Dinner at Noon (ТВ)
- 1988 : The Rainbow (BBC мини-сериал)
- 1989 : Chinese Whispers (ТВ)
- 1991 : The House of Bernarda Alba (ТВ)
- 1992 : After the Dance (ТВ)
- 1993 : The Wexford Trilogy by Billy Roche: A Handful of Stars, Poor Beast in the Rain and Belfry (BBC (ТВ))
- 1994 : Seaforth (ТВ)

## Награды
- 1974 — Командор Ордена Британской империи